# 천관웅
천관웅(1971년 ~ )은 대한민국의 장로교 목사이다. 그는 현재 뉴 사운드 교회를 담임하고 있다.

## 주요 이력
총신대학교 신학대학원 석사과정을 나왔으며 한국 컨티넨탈싱어즈 3기 사역에서 싱어로, 9기 사역에서 부지휘자로, 10기와 11기 사역에서는 지휘자로 있었다.
한국 컨티넨탈싱어즈의 연중사역팀인 COLOR 1기의 리더를 맡았었고, 1999년 5월부터 2008년 2월까지 디사이플스의 리더로 있었다. 2008년 3월부터는 뉴 사운드 교회를 개척하여 담임목사를 지내고 있다.

## 주요 활동[2]
- 1992년, 한국 컨티넨탈싱어즈 3기 사역 (싱어)
- 1997년, 한국 컨티넨탈싱어즈 9기 사역 (부지휘자)
- 1997년 4월 ~ 10월, 한국 컨티넨탈싱어즈 연중사역팀 Color 1기 사역 (리더)
- 1998년 1월 ~ 2월, 1999년 1월 ~ 2월, 한국 컨티넨탈싱어즈 10, 11기 사역 (지휘자)
- 호산나 인티그리티 내한공연 (폴 위버, 돈 모엔, 론 케놀리 등)의 메인 코러스 및 보컬 디렉팅
- 2310밴드 아브라함 라보리엘 조인 콘서트 Guest Singer
- 1999년 5월 ~ 2008년 2월 서울 양천구 목동 제자교회 전도사, 강도사, 찬양목사, 부목사 역임 (디사이플스 리더)
- 2001년 10월 'Worship 디아스포라'의 한국 대표 워십리더로 선정
- 2007년 5월 SPARK 2007 성령강림절 기념 달린 첵 초청 집회 1부 예배인도 (디사이플스)
- 2008년 3월 ~ 뉴 사운드 처치 개척, 담임목사
- 2008년 4월 SPARK 2008 in Busan 달린 첵 초청 집회 1부 예배인도 (NEW SOUND CHURCH Worship Team)
- 2010년 ~ 한국공연예술교육원 CCM음악학부 교수 (학부장)[3]
- 2010년 ~ NEW MISSION Ministry 협력목사[4]
- 2011년 킹덤드림콘서트 전국투어 메인출연진
- 2011년 20주년기념 단독콘서트 (삼성 블루스퀘어)
- 2012년 천관웅콘서트 (with 뉴젠워십)

## 앨범
- 한국 컨티넨탈싱어즈 2집 ~ 8집 솔로 및 코러스 녹음
- 한국 컨티넨탈싱어즈 6집 '사랑하라', 7집 '진리를 외치라' 프로듀싱
- 창문 3집 'Go Light Your World' 보컬 디렉팅
- 김명식 2집 "꿈" 中 "우리의 꿈" Guest Singer 녹음, 남궁송옥 "Gift" 中 "목자" Duet 녹음
- 김명식, 송미애 듀엣앨범 보컬 디렉팅등 다수의 앨범에 게스트 및 디렉팅
- 디사이플스 1집 RUN 프로듀싱(2001년 9월)
- 천관웅 1집 Jesus Generation 녹음 및 공동 프로듀싱 (2003년 8월)
- 디사이플스 2집 It's Coming New Day! 프로듀싱(2004년 8월)
- 천관웅 2집 Miracle Generation 녹음 및 프로듀싱 (2006년 7월)
- 한스밴드 CCM2 - 믿음, 사랑, 소망의 'You smile don't Cry' Featuring (2007년 3월)
- 디사이플스 3집 Hero 프로듀싱, 녹음 (2007년 7월)
- New Sound Worship with 천관웅 공동 프로듀싱 (2010년 2월)
- 천관웅 3집 Mighty Generation 녹음 및 프로듀싱 (2011년 11월)
- way maker (2020년 7월)
- 다시 한번 (2020년 11월)

## 저서
- 너는 복이 될지라 : 푸른 그대에게 희망을 주는 가슴 벅찬 축복의 선물 (공저자: 김우현, 라준석, 원 베네딕트, 스캇 브레너, 천관웅)[5]